# Beaucouzé
Beaucouzé és un municipi francès situat al departament de Maine i Loira i a la regió de País del Loira. L'any 2007 tenia 4.827 habitants.

## Demografia

### Població
El 2007 la població de fet de Beaucouzé era de 4.827 persones. Hi havia 1.790 famílies de les quals 369 eren unipersonals (142 homes vivint sols i 227 dones vivint soles), 576 parelles sense fills, 734 parelles amb fills i 111 famílies monoparentals amb fills.
La població ha evolucionat segons el següent gràfic:
Habitants censats

### Habitatges
El 2007 hi havia 1.849 habitatges, 1.817 eren l'habitatge principal de la família, 9 eren segones residències i 23 estaven desocupats. 1.545 eren cases i 281 eren apartaments. Dels 1.817 habitatges principals, 1.263 estaven ocupats pels seus propietaris, 530 estaven llogats i ocupats pels llogaters i 23 estaven cedits a títol gratuït; 50 tenien una cambra, 134 en tenien dues, 149 en tenien tres, 345 en tenien quatre i 1.138 en tenien cinc o més. 1.573 habitatges disposaven pel capbaix d'una plaça de pàrquing. A 740 habitatges hi havia un automòbil i a 970 n'hi havia dos o més.

### Piràmide de població
La piràmide de població per edats i sexe el 2009 era:
| Homes | Edats   | Dones |
| ----- | ------- | ----- |
| 0     | 95 o +  | 4     |
| 0     | 90 a 94 | 0     |
| 8     | 85 a 89 | 4     |
| 16    | 80 a 84 | 4     |
| 20    | 75 a 79 | 48    |
| 20    | 70 a 74 | 44    |
| 64    | 65 a 69 | 60    |
| 80    | 60 a 64 | 56    |
| 88    | 55 a 59 | 64    |
| 220   | 50 a 54 | 196   |
| 224   | 45 a 49 | 252   |
| 192   | 40 a 44 | 244   |
| 196   | 35 a 39 | 208   |
| 128   | 30 a 34 | 168   |
| 97    | 25 a 29 | 112   |
| 172   | 20 a 24 | 180   |
| 292   | 15 a 19 | 256   |
| 220   | 10 a 14 | 264   |
| 216   | 5 a 9   | 188   |
| 136   | 0 a 4   | 108   |

## Economia
El 2007 la població en edat de treballar era de 3.432 persones, 2.440 eren actives i 992 eren inactives. De les 2.440 persones actives 2.250 estaven ocupades (1.175 homes i 1.075 dones) i 190 estaven aturades (95 homes i 95 dones). De les 992 persones inactives 361 estaven jubilades, 459 estaven estudiant i 172 estaven classificades com a «altres inactius».

### Ingressos
El 2009 a Beaucouzé hi havia 1.841 unitats fiscals que integraven 5.023,5 persones, la mediana anual d'ingressos fiscals per persona era de 20.723 €.

### Activitats econòmiques
Dels 478 establiments que hi havia el 2007, 5 eren d'empreses extractives, 3 d'empreses alimentàries, 12 d'empreses de fabricació de material elèctric, 2 d'empreses de fabricació d'elements pel transport, 39 d'empreses de fabricació d'altres productes industrials, 47 d'empreses de construcció, 153 d'empreses de comerç i reparació d'automòbils, 14 d'empreses de transport, 21 d'empreses d'hostatgeria i restauració, 12 d'empreses d'informació i comunicació, 30 d'empreses financeres, 11 d'empreses immobiliàries, 75 d'empreses de serveis, 30 d'entitats de l'administració pública i 24 d'empreses classificades com a «altres activitats de serveis».
Dels 75 establiments de servei als particulars que hi havia el 2009, 1 era una oficina de correu, 3 oficines bancàries, 6 tallers de reparació d'automòbils i de material agrícola, 1 taller d'inspecció tècnica de vehicles, 3 establiments de lloguer de cotxes, 1 autoescola, 3 paletes, 3 guixaires pintors, 13 fusteries, 7 lampisteries, 8 electricistes, 3 empreses de construcció, 4 perruqueries, 2 veterinaris, 9 restaurants, 4 agències immobiliàries i 4 salons de bellesa.
Dels 43 establiments comercials que hi havia el 2009, 2 eren supermercats, 3 grans superfícies de material de bricolatge, 3 fleques, 2 carnisseries, 2 botigues de roba, 1 una botiga d'equipament de la llar, 2 botigues d'electrodomèstics, 11 botigues de mobles, 5 botigues de material esportiu, 3 botigues de material de revestiment de parets i terra, 5 drogueries i 4 floristeries.
L'any 2000 a Beaucouzé hi havia 18 explotacions agrícoles que ocupaven un total de 759 hectàrees.

## Equipaments sanitaris i escolars
Els 2 equipaments sanitaris que hi havia el 2009 eren farmàcies.
El 2009 hi havia 2 escoles maternals i 3 escoles elementals.

## Poblacions més properes
El següent diagrama mostra les poblacions més properes.